# Ioannis Tamuridis
Ioannis Tamuridis –en griego, Ιωάννης Ταμουρίδης– (Salónica, 3 de junio de 1980) es un deportista griego que compitió en ciclismo en las modalidades de pista, especialista en las pruebas de puntuación y scratch, y ruta.
Debido a su palmarés es uno de los mejores corredores griegos, acumulando más de 20 campeonatos nacionales además de varias victorias internacionales tanto en pista como en carretera.
Ganó dos medallas en el Campeonato Mundial de Ciclismo en Pista, plata en 2005 y bronce en 2006.

## Medallero internacional
| Campeonato Mundial | Campeonato Mundial           | Campeonato Mundial | Campeonato Mundial |
| Año                | Lugar                        | Medalla            | Competición        |
| ------------------ | ---------------------------- | ------------------ | ------------------ |
| 2005               | Los Ángeles (Estados Unidos) | Medalla de plata   | Puntuación         |
| 2006               | Burdeos (Francia)            | Medalla de bronce  | Scratch            |

## Palmarés

### Pista
1999 (como amateur)
- Campeonato Open de los Balcanes Persecución por Equipos (haciendo equipo con Vasileios Anastopoulos, Panagiotis Lekkas y Elpidoforos Potouridis)

2005 (como amateur)
- 2.º en el Campeonato Mundial Puntuación
- Campeonato de Grecia Puntuación
- Campeonato de Grecia Persecución

2006 (como amateur)
- 3.º en el Campeonato Mundial Scratch
- Campeonato de Grecia Persecución
- Campeonato de Grecia Puntuación
- Campeonato de Grecia Scratch

2007 (como amateur)
- Campeonato de Grecia Scratch
- Campeonato de Grecia Persecución
- Campeonato de Grecia Puntuación
- Campeonato Open de los Balcanes Puntuación

2009
- 2.º en el Campeonato de Grecia Persecución

2011
- Campeonato de Grecia Onmium
- Campeonato de Grecia Puntuación

2012
- Campeonato de Grecia Scratch
- Campeonato de Grecia Persecución
- Campeonato de Grecia Puntuación

### Carretera
| 2000 (como amateur) - Campeonato de Grecia Contrarreloj 2003 (como amateur) - Campeonato de Grecia Contrarreloj 2005 (como amateur) - Campeonato de Grecia Contrarreloj - 3.º en el Campeonato de Grecia en Ruta 2006 (como amateur) - Campeonato de Grecia en Ruta 2009 - 1 etapa del Tour de Rumanía - Campeonato de Grecia Contrarreloj 2010 - Campeonato de Grecia Contrarreloj - Campeonato de Grecia en Ruta 2011 - 1 etapa de la Jelajah Malaysia - 1 etapa del Tour de Rumania - 1 etapa del Tour de Grecia - Campeonato de Grecia Contrarreloj - Campeonato de Grecia en Ruta - 1 etapa del Tour de Szeklerland | 2012 - Circuito de Argel - 3 etapas del Tour de Rumania - Campeonato de Grecia Contrarreloj - 1 etapa del Tour de Szeklerland 2013 - Campeonato de Grecia Contrarreloj - Campeonato de Grecia en Ruta 2014 - 1 etapa del Tour de Taiwán - 2.º en el Campeonato de Grecia Contrarreloj - 3.º en el Campeonato de Grecia en Ruta 2015 - Campeonato de Grecia Contrarreloj - 2.º en el Campeonato de Grecia en Ruta 2016 - Campeonato de Grecia Contrarreloj - Campeonato de Grecia en Ruta |

## Resultados en Grandes Vueltas y Campeonatos del Mundo
| Carrera              | Carrera              | 2009 | 2010 | 2011  | 2012 | 2013  | 2014 | 2015 | 2016 |
| -------------------- | -------------------- | ---- | ---- | ----- | ---- | ----- | ---- | ---- | ---- |
|                      | Giro de Italia       | —    | —    | —     | —    | 152.º | —    | —    | —    |
|                      | Tour de Francia      | —    | —    | —     | —    | —     | —    | —    | —    |
|                      | Vuelta a España      | —    | —    | —     | —    | —     | —    | —    | —    |
| Mundial en Ruta      | Mundial en Ruta      | —    | —    | 125.º | —    | Ab.   | —    | —    | Ab.  |
| Mundial Contrarreloj | Mundial Contrarreloj | —    | —    | 30.º  | 28.º | 44.º  | —    | —    | —    |

—: no participa

Ab.: abandono

## Equipos
- SP Tableware (2009-2012)
  - SP Tableware-Gatsoulis Bikes (2009)
  - SP Tableware (2010-2011)
  - SP Tableware Cycling Team (2012)
- Euskaltel Euskadi (2013)
- SP Tableware (2014)
- Synergy Baku (2015-2016)